# 오디엔네

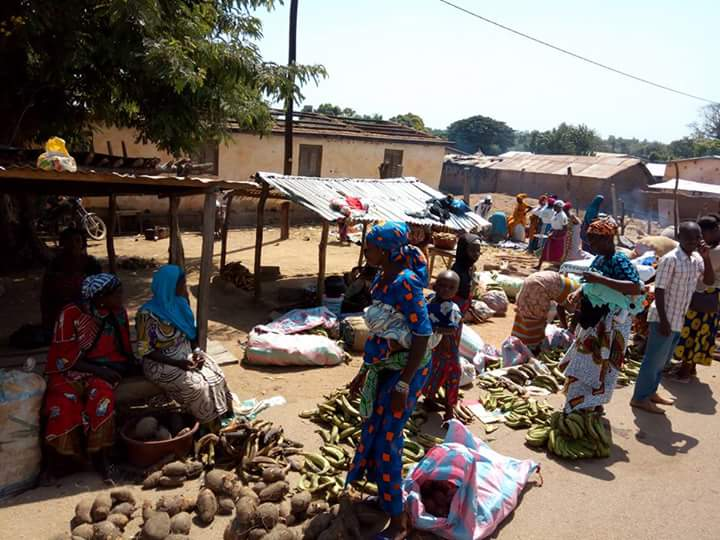
오디엔네 시장

오디엔네(프랑스어: Odienné)는 코트디부아르 북서부에 위치한 도시로, 뎅겔레구와 카바두구주의 행정 중심지이다.
오디엔네 마을은 바카바 투레 치하의 만딩고족들에 의해 설립되었다. 나중에 사모리 투레가 마을에 지원 기지를 설립했다. 오디엔네의 특징으로는 큰 모스크, 근처 금광, 오디엔네에 위치한 바카바 투레의 무덤이 있다.
그 마을은 오디엔네 공항에 의해 제공된다. 스타드 시립은 그 마을의 다목적 경기장이다. 생 아우구스티누스 대성당은 앙투안 코네가 주교인 로마 가톨릭 오디엔네 교구의 대성당이자 본부 역할을 한다.

## 경제
오디엔네는 농업을 주요 산업으로 한다. 마시프 뒤 디엔게를레 계곡에 위치한 밭에서는 과일, 캐슈, 얌, 목화 등이 재배된다. 이 마을에는 쌀 가공 공장이 있고, 이 지역에서는 망가니즈도 생산된다.